# مسارح ويست إند
مسارح الوست اند هو مصطلح يشير إلى المسارح والقاعات الواقعة في منطقة الوست اند في لندن، التي تُعرف بـ «حي المسارح».
تعتبر «جادة شافتسبري» قلب الوست اند بسبب تواجد ستة مسارح على جانبيه.

## قائمة المسارح

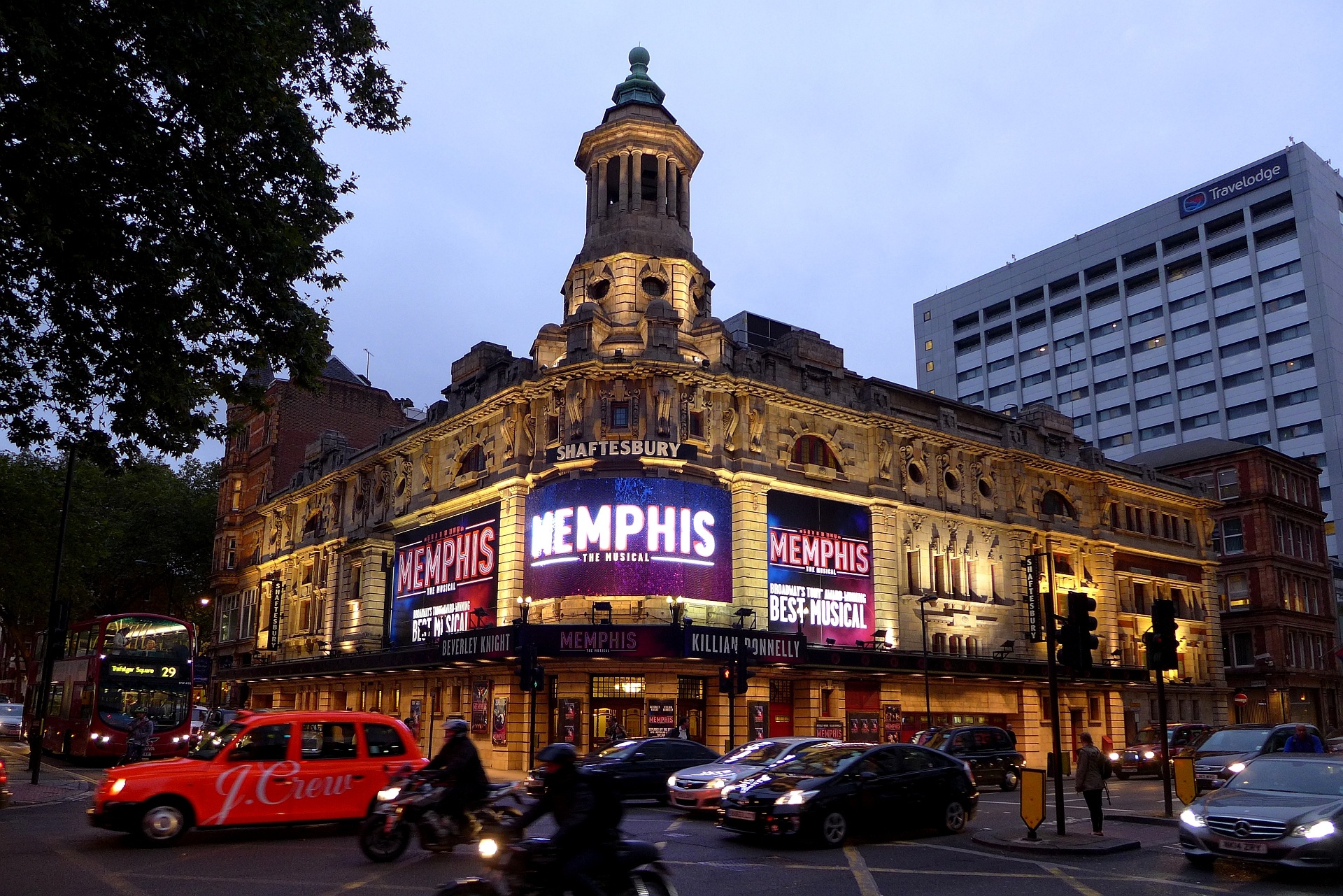
مسرح شافتسبري.

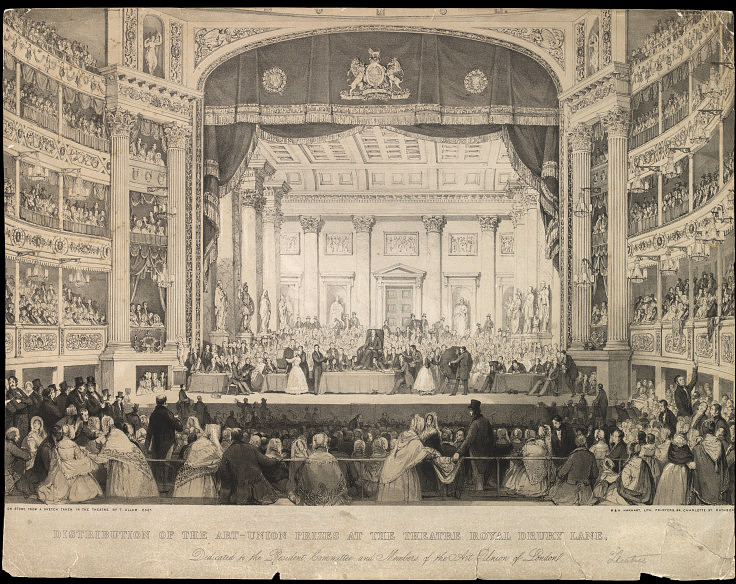
مسرح دروري لين.

هنا قائمة لبعض مسارح الوست اند، مع أشهر العروض التي تقدمها (أو قدمتها في السابق):
- مسرح دروري لين - «تشارلي ومصنع الشوكولا».
- مسرح لايسيوم - ملك الغابة.
- مسرح لندن باليديوم
- مسرح أبولو - «حادثة الكلب الغريبة في الليل».
- مسرح أبولو فيكتوريا
- مسرح شافتسبري - «من الآن وحتى الأبد».
- مسرح الأمير ادوارد - «مس سايغون» و«علاء الدين».
- مسرح هير ماجستي - «شبح الأوبرا».
- مسرح كوينز - «البؤساء».
- مسرح دومينيون
- مسرح نوفيلو - «ماما ميا».
- مسرح بيكاديلي[3]
- مسرح فيكتوريا بالاس - «بيلي إيليوت».[4]